# Luojiazhen (ort i Kina, Jiangxi Sheng, lat 28,62, long 115,99)
Luojiazhen är en ort i Kina. Den ligger i provinsen Jiangxi, i den sydöstra delen av landet, omkring 12 kilometer sydost om provinshuvudstaden Nanchang. Antalet invånare är 55 192. Befolkningen består av 25 779 kvinnor och 29 413 män. Barn under 15 år utgör 22,0 %, vuxna 15-64 år 70 %, och äldre över 65 år 7,0 %.
Runt Luojiazhen är det tätbefolkat, med 476 invånare per kvadratkilometer. Närmaste större samhälle är Nanchangshi, 8,7 km väster om Luojiazhen. Trakten runt Luojiazhen består till största delen av jordbruksmark.
Genomsnittlig årsnederbörd är 2 373 millimeter. Den regnigaste månaden är juni, med i genomsnitt 357 mm nederbörd, och den torraste är oktober, med 36 mm nederbörd.